# Кастел де Чевери-Казал де Чевери (Рим)
Кастел де Чевери-Казал де Чевери је насеље у Италији у округу Рим, региону Лацио.
Према процени из 2011. у насељу је живело 339 становника. Насеље се налази на надморској висини од 92 м.